# Dalum (Odense)
Dalum is oorspronkelijk een dorp in de Deense regio Zuid-Denemarken, gemeente Odense. Inmiddels is het volledig ingesloten door de bebouwing van de stad Odense. De plaats ligt aan de voormalige spoorlijn Odense - Faaborg. Het stationsgebouw is bewaard gebleven. Even ten oosten van het dorp ligt het station Fruens Bøge aan de nog in gebruikzijnde spoorlijn Odense - Svendborg.
In het dorp staat een klooster, oorspronkelijk een  Benedictijner vrouwenklooster uit de 12e eeuw.